# Mémoires de l’Institut des hautes études chinoises
Die Mémoires de l’Institut des hautes études chinoises sind eine vom Institut des hautes études chinoises (IHEC; „Institut für höhere chinesische Studien“) am Collège de France in Paris herausgegebene französischsprachige sinologische Buchreihe. Der erste Band erschien 1975. Vorgänger der Reihe war die Bibliothèque de l’Institut des hautes études chinoises.

## Übersicht (Auswahl)
- 1 Hou, Ching-lang: Monnaies d’offrande et la notion de tresorerie dans la religion chinoise. 1975.
- 5 Robinet, Isabelle: Les commentaires du Tao To King jusqu’au VIIe siècle. 1977
- 6 Hoe, John: Les systemes d’equations polynomes dans le Siyuan yujian (1303). 1977
- 7 Drège, Jean-Pierre: La Commercial Press de Shanghai 1897–1949. 1978
- 8 Lévy, André: Inventaire analytique et critique du conte chinois en langue vulgaire 1,1. 1978
- 8,2 Lévy, André: Inventaire analytique et critique du conte chinois en langue vulgaire 2. 1979
- 8,3 Lévy, André: Inventaire analytique et critique du conte chinois en langue vulgaire 2,1. 1981
- 8,4 Lévy, André: Inventaire analytique et critique du conte chinois en langue vulgaire 4. 1991
- 9 Mathieu, Rémi: Le Mu Tianzi Zhuan. 1978
- 10 Porkert, Manfred: Biographie d’un taoiste légendaire – Tcheou Tseu-yang. 1979
- 11 Elisseeff, Danielle: Nicolas Fréret (1688–1749) : réflexions d’un humaniste du 18e siècle sur la Chine. 1978
- 12 Chen, John T. S.: Les réformes de l’écriture chinoise. 1980
- 16 Martzloff, Jean-Claude: Recherches sur l’oeuvre mathématique de Mei Wending (1633–1721). 1981
- 18 Vallette-Hémery, Martine: Yuan Hongdao : (1568–1610) ; théorie et pratique littéraires. 1982
- 22 Mathieu, Rémi: Étude sur la mythologie et l’ethnologie de la Chine ancienne 1. – Traduction annotée du Shanhai Jing. 1983
- 22 Mathieu, Rémi: Étude sur la mythologie et l’ethnologie de la Chine ancienne 2. – Index du Shanhai Jing. 1983
- 23 Gyss-Vermande, Caroline: La vie et l’oeuvre de Huang Gongwang : (1269–1354). 1984
- 26 Cheng, Anne: Étude sur le Confucianisme Han : l’élaboration d’une tradition exégétique sur les classiques. 1985
- 27 Kwong, Hing-Foon: Wang Zhaojun : une héroi͏̈ne chinoise de l’histoire à la légende. 1986
- 29 Peyraube, Alain: Syntaxe diachronique du chinois : évolution des constructions datives du XIV. siècle av. J.-C. au XVIII. siècle. 1988
- 30 Verellen, Franciscus: Du Guangting (850–933) : taoi͏̈ste de cour à la fin de la Chine médiévale. 1989
- 31 Mollier, Christine: Une apocalypse taoı͏̈ste du Ve siècle : le livre des incantations divines des Grottes Abyssales / Christine Mollier. 1990
- 33 Qiu, Kunliang: Les aspects rituels du théâtre chinois. 1991
- 34 Jamis, Cathérine: L’Europe en Chine : interactions scientifiques, réligieuses et culturelles aux XVIIe et XVIIIe siècles ; actes du Colloque de la Fondation Hugot (14–17 octobre 1991) / revus et établis par Cathérine Jamis et Hubert Delahaye. 1993
- 38 Vers un bouddhisme du 20e siècle : Yang Wenhui (1837–1911), reformateur lai͏̈que et imprimeur / Gabriele Goldfuss. 2001.
- 39 Arrault, Alain: Shao Yong, (1012–1077) : poète et cosmologue. 2002